# Reinhold Niebuhr
Karl Paul Reinhold Niebuhr (*21. junij 1892, Wright City, Missouri, ZDA, †1. junij 1971, Stockbridge, Massachusetts, ZDA) je bil ameriški teolog, etik, politični komentator in komentator javnih zadev, profesor. 
Niebuhr je bil najbolj znan kot ameriški protestantski teolog in kritik teološkega liberalizma. Kot teolog je razpravljal o križanjih med politiko in vero, ter to tudi zapisoval  v njegovih najbolj znanih delih Moralni človek in nemoralna družba (Moral Man and Immoral Society) in Nrav in usoda človeka (The Nature and Destiny of Man). Bil je zagovornik pacifizma in socializma. Razvil je filozofsko idejo o krščanskem realizmu. 

## Življenje in izobrazba
Niebuhr se je 21. junija 1892 v mestu Wright City, Missouri, rodil očetu Gustavu in materi Lydii Niebuhr, ki sta pri mladih letih iz Nemčije emigrirala v Združene države Amerike. Gustav Niebuhr je bil član evangelistične sinode v Severni Ameriki. V Nemčiji je bil pripadnik ameriške priznane skupnosti pruskih cerkva (the Prussian Union of Churches), ki je sedaj del združene Cerkve Kristusa (the United Church of Christ). Lydia Niebuhr, rojena Host, je bila hči misijonarja nemškega rodu, Edwarda Hosta. Reinhold je bil kot eden izmed štirih otrok vzgojen v protestantski veri, doma so govorili nemško. Eden izmed bratov, Helmut Richard Niebuhr, je prav tako postal znan teolog, sestra Hulda Niebuhr pa je postala profesorica teologije v Chicagu. Leta 1902 se je družina preselila v Lincoln, Illinois, ko je oče Gustav postal pastor v nemški evangeličanski cerkvi svetega Janeza (St. John's German Evangelical Synod Church). Reinhold je leta 1910 diplomiral na fakulteti v Elmuhrstu (Elmhurst Colllege), Illinois, in leta 1913 v teološkem semenišču Eden (Eden Theological Seminary) v St. Louisu, Missouri. Svojo izobrazbo iz teologije je zaključil na univerzi Yale, ko je leta 1914 prejel diplomo iz krščanske teologije in duhovništva, (Bachelor of Divinity degree) ter leta 1915 naredil magisterij iz humanističnih ved. 

## Poroka in družina
Leta 1931 se je Niebuhr poročil z Ursulo Keppel-Compton. Bila je članica anglikanske Cerkve ter študentka teologije in zgodovine na univerzi Oxford. Niebuhrja je spoznala v skupnosti teoloških semenišč (Union Theological Seminary), medtem ko je opravljala magisterij. Kot predavateljica je v obdobju od 1940 do 1960 delovala na fakulteti Barnard (Barnard College), kjer je pomagala ustanoviti in kasneje predsedovala oddelku za verske študije. V svojih strokovnih spisih v kongresni knjižnici (the Library of Congress) je pustila sledi, ki kažejo, da je soavtorica nekaterih kasnejših moževih del. Reinhold in Ursula Niebuhr sta imela dva otroka, Christopherja Niebuhrja in Elisabeth Niebuhr Sifton. Niebuhr je umrl 1. 6. 197, v mestu Stockbridge, Massachusetts.

## Delo in filozofski pristop
Niebuhr je od leta 1915 do leta 1928 deloval kot pastor v evangeličanski cerkvi v Detroitu, Michigan. Do konca leta 1928 je bil priča realnim razmeram, v katerih so delali nekvalificirani delavci avtomobilske industrije, zaradi česar je postal kritik kapitalizma in zagovornik socializma. V njegovem delu Listine ukročenega cinika (Leaves from the Notebook of a Tamed Cynic (1929)), je opisal svoje izkušnje v Detroitu in po njegovem mnenju tragično življenje delavskega proletariata. 
Leta 1928 je zapustil Detroit ter začel poučevati etiko in teologijo v teološkem semenišču (1928 – 1960), v New Yorku (Union Theological Seminary, New York). Po selitvi je postal resen zagovornik marksizma, a bil hkrati kritik marksističnega absolutizma, komunizma v ZDA in stalinizma v Sovjetski zvezi. Kot teolog je zagovarjal krščanski realizem, ki poudarja stalno prisotnost zla v človeškem življenju. V 30. letih je zagovarjal tako imenovano gibanje »Neo-Orthodox«. V delu Moralni človek in nemoralna družba (Moral Man and Immoral Society (1932)), je razpravljal o egoizmu, nadutosti in hinavščini narodov in družbenih slojev. Poudarjal je nagnjenje h grehu – uničujoči nadutosti,  ki se pokaže na vsakem nivoju človeškega uspeha. V svojem pomembnejšem delu Nrav in usoda človeka (The Nature and Destiny of Man (1941 – 43)) razpravlja o problemih človeške nravi, zgodovine, in konca zgodovine. Bil je tudi politični aktivist – njegova socialistična prepričanja so vplivala na njegova zgodnja politična dejanja. Leta 1940 je postal levo krilo demokratov. Sprva je bil zagovornik pacifizma zaradi odpora proti 1. svetovni vojni, v 30. letih pa je postal najbolj zagrizen nasprotnik kakršnekoli oblike pacifizma, ki temelji na splošnih, uporabnih, nenasilnih rešitvah političnih problemov.

## »Neo-Orthodox«gibanje
Je protestantsko teološko gibanje 20. stoletja, ki je potekalo v Evropi in Ameriki. Začelo se je po 1. svetovni vojni kot kritika nazorov liberalnega krščanstva. Ustanovitelja sta bila švicarska teologa Karl Barth in Emil Brunner.
Neo-Orthodoxy gibanje poudarja razodetje Boga samega kot temelj in vir krščanske vere. Zagovarja, da je sveta knjiga le delno razodetje Boga in ne razodetje samo. Božja beseda naj bi bil Jezus sam in ne sveta knjiga. Niebuhr je razvil veliko idej o grehu in usmiljenju, realizmu in idealizmu ter ironiji in tragediji zgodovine. Njegov velik prispevek je bil njegov pogled na greh, kot ponos, prepojen z egoizmom in egocentrizmom, ki sta korenini vsega zla. Greh ponosa naj bi bil viden ne le v kriminalcih, ampak tudi v ljudeh, ki so se počutili dobro o svojih dejanjih. Človeško nagnjenje h kvarjenju dobrega je bil njegov pogled na delovanje vlade, demokracije, cerkve, poslov. Ta vidik je izpostavljen v eni izmed njegovih knjig Moralni človek in nemoralna družba (Moral Man and Immoral Society (1932)). Velik vpliv nanj je imel Karl Barth.

## Dosežki in vpliv
Najmočnejši vpliv je Niebuhr imel v prvih dveh desetletjih hladne vojne. Proti sedemdesetim letom 20. stoletja pa je njegova moč upadala, zaradi vzpona osvobodilne teologije, protivojnega gibanja, rasti konzervativnega evangeličarstva in postmodernizma. 
Niebuhrjevo mišljenje je imelo velik vpliv na politične znanstvenike oz. politologe, kot so  George F. Kennan, Hans Morgenthau, Kenneth Waltz, Samuel P. Huntington in tudi politične zgodovinarje, kot so Richard Hofstadter, Arthur M. Schlesinger Jr. in Christopher Lasch. Velik vpliv je imel tudi na Martina Luthra Kinga in Barack Obamo. 

## Priznanja in nagrade
V času svojega življenja je Niebuhr prejel različna priznanja. 
Leta 1964 mu je predsednik Lyndon B. Johnson podelil medaljo svobode (the Presidential Medal of Freedom). 
Niebuhrju v čast je po njem poimenovana zahodna 120. cesta med Broadwayem in Riverside Drivom v New Yorku (Reinhold Niebuhr Place). Tu se je nahajala skupnost teoloških semenišč (Union Theological Seminary), kjer je Niebuhr poučeval več kot 30 let. 
Fakulteta v Elmhurstu (Elmhurst College), kjer je Niebuhr študiral, je po njem poimenovala tudi medaljo (the Niebuhr Medal) njemu ter njegovemu bratu H. Richardu Niebuhrju v čast. 

## Seznam del:
- Leaves from the Notebook of a Tamed Cynic. Chicago and New York: Wilett, Clark & Colby, 1929.

- Moral Man and Immoral Society: A Study of Ethics and Politics, New York: Charles Scribner's Sons, 1932.

- The Contribution of Religion to Social Work. New York: Columbia University Press, 1932.

- Reflections on the End of an Era. New York: Charles Scribner’s Sons, 1934.

- An Interpretation of Christian Ethics. New York: Harper & Brothers, 1935.

- Beyond Tragedy: Essays on the Christian Interpretation of History, New York: Charles Scribner's Sons, 1937.

- Christianity and Power Politics. New York: Charles Scribner’s Sons, 1940.

- The Nature and Destiny of Man: A Christian Interpretation. Vol. 1, Human Nature. New York: Charles Scribner’s Sons, 1941. Vol. 2, Human Destiny. New York: Charles Scribner’s Sons, 1943.

- The Children of Light and the Children of Darkness: A Vindication of Democracy and a Critique of Its Traditional Defense. New York: Charles Scribner’s Sons, 1944.

- Discerning the Signs of the Times: Sermons for Today and Tomorrow. New York: Charles Scribner’s Sons, 1946.

- Faith and History: A Comparision of Christian and Modern Views of History. New York: Charles Scribner’s Sons, 1949.

- The Irony of American History. New York: Charles Scribner’s Sons, 1952.

- Christian Realism and Political Problems. New York: Charles Scribner’s Sons, 1953.

- The Self and the Dramas of History. New York: Charles Scribner’s Sons, 1955.

- Pious and Secular America. New York: Charles Scribner’s Sons, 1958.

- The Structure of Nations and Empires: A Study of Recurring Patterns and Problems of the Political Order in Relation to the Unique Problems of the Nuclear Age. New York: Charles Scribner’s Sons, 1959.

- A Nation So Conceived: Reflections on the History of America from Its Early Visions to Its Present Power. With Alan Heimert. New York: Charles Scribner’s Sons, 1963.

- The Democratic Experience: Past and Prospects. With Paul E. Sigmund. New York: Praeger Publishers, 1969.